# Chanel Cresswell
Chanel Cresswell, född 23 januari 1990 i Derbyshire, är en brittisk skådespelare.
Cresswell har bland annat medverkat i TV-serierna The Bay, Trollied och The Gentleman.

## Filmografi (i urval)
- 2011–2018 – Trollied (TV-serie)
- 2019 – The Bay (TV-serie)
- 2024 – The Gentlemen (TV-serie)